# Dennis Bergkamp
Dennis Nicolaas Maria Bergkamp, född 10 maj 1969 i Amsterdam, Nederländerna, är en nederländsk fotbollstränare och före detta fotbollsspelare. Bergkamp var känd för sin teknik och spelade som kantspelare, anfallare och släpande anfallare.

## Biografi
Bergkamp döptes efter den skotske spelaren Denis Law. Bergkamp kom fram i Ajax ungdomsavdelning och slog igenom i AFC Ajax där han spelade med bland andra Stefan Pettersson.
Han hade en misslyckad tid i Inter innan han gick till Arsenal FC 1995 där han under många år var en av lagets mest populära spelare. Sin första match i Arsenals tröja spelade han faktiskt i Sverige, i en uppvisningsmatch mot Kristianstads FF. 
I landslaget debuterade Bergkamp efter VM 1990 och kunde etablera sig omgående. För Nederländerna gjorde Bergkamp mästerskapsdebut i och med EM i fotboll 1992 i Sverige. Bergkamp tillhörde turneringens utropstecken men Nederländerna förlorade på straffar mot blivande mästarna Danmark. Han gjorde tre mål och valdes in i turneringens lag. Bergkamp spelade två VM-slutspel 1994 och 1998 och deltog i tre EM-slutspel 1992, 1996 och 2000. Han var under en period den bästa målskytten i landslaget då han gick om 1950-talets stora anfallare i Nederländerna Faas Wilkes. Under VM 1998 gjorde han ett uppmärksammat mål då han elegant tog ner en lång och hög passning från Frank de Boer, vände bort Roberto Ayala och elegant sköt in matchavgörande 2–1.
Bergkamps flygrädsla gjorde att han valde att åka tåg eller bil till viktiga europacupmatcher med Arsenal. Detta var också anledningen att han valde att sluta i det nederländska landslaget år 2000[källa behövs], då nästa VM-slutspel skulle spelas i Japan och Sydkorea. Han slutade spela fotboll 2006. Året därpå valdes han in i English Football Hall of Fame.
21 december 2017 meddelade AFC Ajax att Bergkamp avskedats från sin roll som assisterande tränare.
20 maj 2021 valdes Dennis Bergkamp, som sjätte spelare, in i Premier League Hall of Fame.

## Meriter
- 79 landskamper, 36 mål
- VM i fotboll: 1994, 1998
  - Fjärde plats 1998
- EM i fotboll: 1992, 1996, 2000
  - EM-semifinal 1992, 2000
- Cupvinnarcupen – mästare med Ajax 1987.
- Nederländsk mästare med Ajax 1990.
- Nederländsk cupsegrare med Ajax 1987 och 1993.
- Flest mål i holländska ligan 1991, 1992 och 1993.
- Årets spelare i Nederländerna: 1991 och 1992
- Uefa Europa League – vinnare med Ajax 1992 och Inter 1994.
- Premier League – mästare med Arsenal 1998, 2002 och 2004.
- FA-cupen – mästare med Arsenal 1998, 2002, 2003 och 2005.
- Månadens spelare i Premier League i augusti 1997, september 1997, mars 2002 och februari 2004.
- Månadens tre (!) vackraste mål i Premier League september 1997.[5]
- Årets spelare i England 1998.
- Året mål i Premier League 2002 (i 2–0-mötet mot Newcastle 2 mars)[6] – som 2017 också röstades fram som det vackraste målet i ligans då 25-åriga historia. Se video nedan.[7]
- Invald i English Football Hall of Fame: 2007
- Invald I Premier League Hall of Fame: 2021[4]